# Riso Scotti-Vinavil

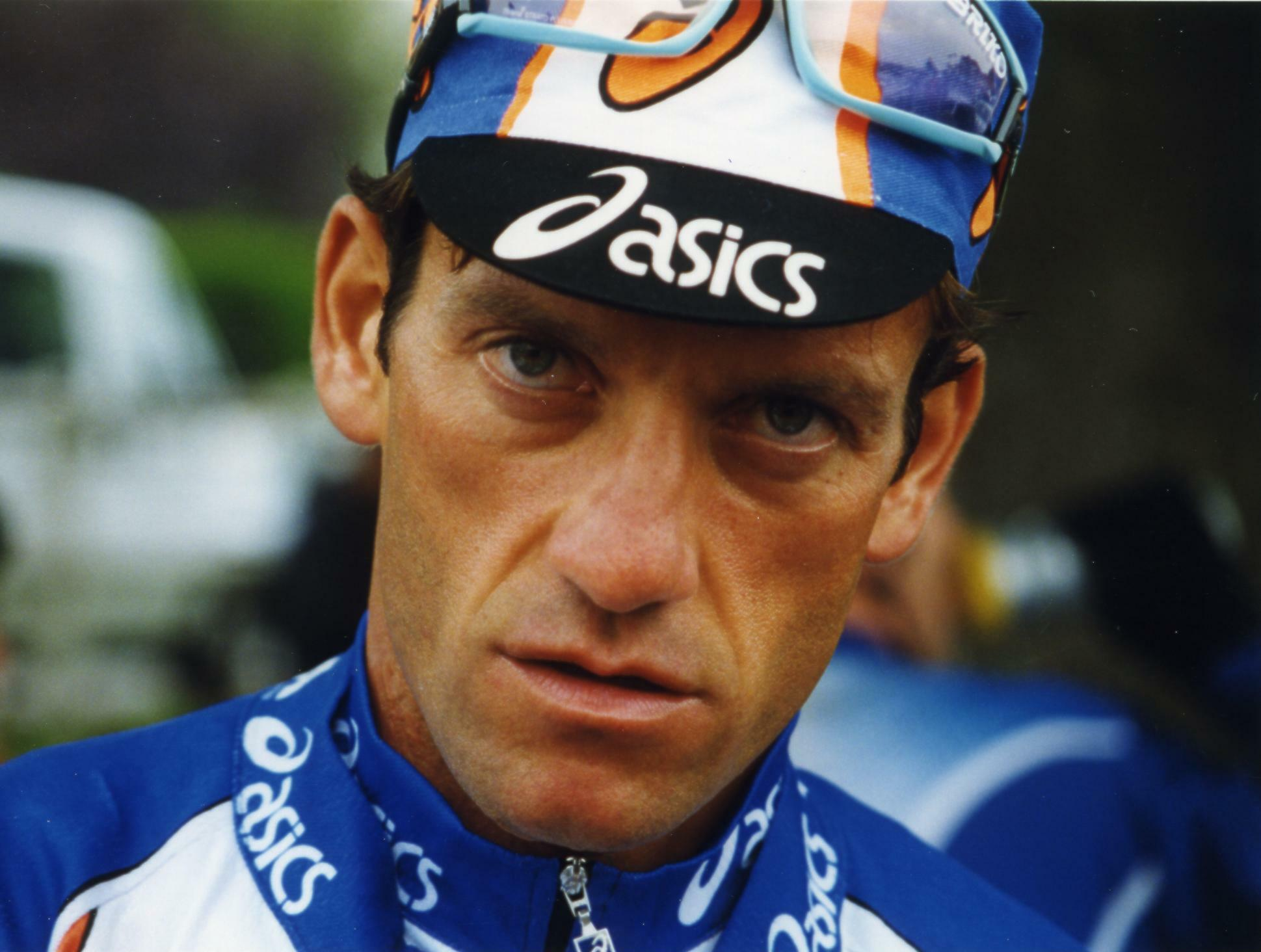
Fabio Roscioli bei Paris–Tours 1998

Riso Scotti-Vinavil oder Asics-CGA war ein italienisches professionelles Radsportteam, das von 1997 bis 1999 bestand. Die Hauptsponsoren waren von 1997 bis 1998 die japanische Sportschuh- und -bekleidungsmarke Asics und 1999 der italienische Nahrungsmittelhersteller Riso Scotti. Es ist nicht zu verwechseln mit dem Team Riso Scotti-MG Maglificio, welches bis 1998 bestand.

## Geschichte
Das Team wurde 1997 als Asics-CGA aus Teilen des Teams Carrera Jeans mit Davide Boifava als Manager gegründet Neben den Siegen konnte das Team zweite Plätze bei der Settimana Internazionale Coppi e Bartali und dem Giro di Sardegna sowie dritte Plätze bei Memorial Gastone Nencini und Coppa Placci erzielen. Außerdem wurde der vierte Platz bei der Vuelta a España erreicht. 1998 kam Michele Bartoli von MG Maglificio-Technogym zum Team. Er absolvierte seine vermutlich erfolgreichste Saison und war unter anderem Führender in der UCI-Weltrangliste 1998. Alleine beim Giro d’Italia gab es neben den Tagessiegen elf Top-5 Tagesplatzierungen. Zweite Plätze wurden bei der Coppa Sabatini und den HEW Cyclassics, dritte Plätze bei der Trofeo Laigueglia, beim Amstel Gold Race, beim Giro del Veneto, bei Paris-Brüssel und dem Gran Premio Beghelli erreicht. 1999 wurden zweite Plätze bei Giro del Friuli, Trofeo Matteotti und Gran Premio Industria e Commercio Artigianato Carnaghese erzielt. Nach der Saison 1999 löste sich das Team auf.

## Erfolge
1997
- eine Etappe Giro d’Italia
- Hofbräu Cup
- Giro del Lazio
- Gran Premio Città di Rio Saliceto e Correggio

1998
- zwei Etappen Giro d’Italia
- Lüttich–Bastogne–Lüttich
- Meisterschaft von Zürich
- Weltmeisterschaft – Straßenrennen U23
- Weltmeisterschaft – Straßenrennen
- UCI-Weltcup
- Weltranglistenerster zu Saisonende
- Drei Tage von De Panne
- Grosser Preis des Kantons Aargau
- Giro di Romagna
- zwei Etappen Mittelmeer-Rundfahrt
- eine Etappe Valencia-Rundfahrt
- eine Etappe Tour de Romandie
- eine Etappe Giro di Calabria
- Gran Premio Città di Rio Saliceto e Correggio

1999
- Trofeo Internazionale Bastianelli
- drei Etappen Argentinien-Rundfahrt
- eine Etappe Giro delle Regioni

## Grand-Tour-Platzierungen
| Grand Tour            | 1997 | 1998 | 1999 |
| --------------------- | ---- | ---- | ---- |
| Giro d’ItaliaGiro     | 11   | 7    | 21   |
| Tour de FranceTour    | –    | 32   | –    |
| Vuelta a EspañaVuelta | 4    | –    | 46   |

## Monumente-des-Radsports-Platzierungen
| Monument                 | 1997 | 1998 | 1999 |
| ------------------------ | ---- | ---- | ---- |
| Mailand–Sanremo          | 10   | 8    | 42   |
| Flandern-Rundfahrt       | 6    | 6    | 72   |
| Paris–Roubaix            | 44   | DNF  | DNF  |
| Lüttich–Bastogne–Lüttich | 17   | 1    | 21   |
| Lombardei-Rundfahrt      | 13   | 4    | DNF  |

## Bekannte ehemalige Fahrer
- Claudio Chiappucci (1997)
- Andrea Noè (1997–1998)
- Fabio Roscioli (1997)
- Enrico Zaina (1997)
- Filippo Simeoni (1997–1999)
- Michele Bartoli (1998)
- Paolo Bettini (1998)
- Kurt Asle Arvesen (1998–1999)
- Ivan Basso (1998–1999)